# La Mère et l'assassin
Production
Diffusion
La Mère et l'assassin est une série télévisée française réalisée par Sandra Perrin d'après un scénario d'Alexandra Echkenazi et Franck Ollivier.
Ce thriller psychologique, adapté du roman éponyme d'Alexandra Echkenazi (Plon, 2023), est une coproduction d'Episode Productions (JLA Groupe) et France Télévisions.

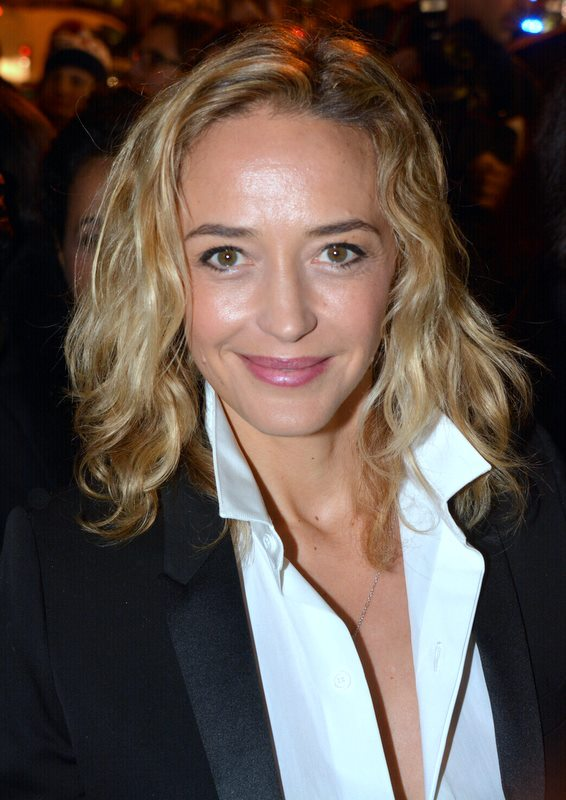
Hélène de Fougerolles.

## Distribution
- Hélène de Fougerolles : Morgane Jourdan
- Florent Peyre : Samuel Jourdan
- Vittoria Di Savoia : Océane Jourdan
- Vicky Andren : Alizée Jourdan
- François-David Cardonnel : Hugo Bennec
- Juliette Delacroix : capitaine Chloé Rousseau
- Alika Del Sol : Caro

## Production

### Genèse et développement
Ce thriller psychologique est une coproduction d'Episode Productions (JLA Groupe) et France Télévisions pour France 2,,.
La série est créée et écrite par Alexandra Echkenazi et Franck Ollivier, et réalisée par Sandra Perrin.

### Tournage
Le tournage de la série se déroule du 12 mai au 4 juillet 2025 à Martigues et dans sa région, ainsi qu'à Marseille et Aix-en-Provence,.
Des scènes sont tournées dans des locaux d'Aix Marseille Université à Aix-en-Provence, qui servent de décors pour un lycée dans lequel Hélène de Fougerolles incarne la proviseure.
Olivier Guarguir, le directeur de la photographie, énumère les critères d'une belle image : « Avant toute chose, il y a le beau temps parce que c'est très important d'avoir beaucoup de lumière. Une longue journée qui nous permet de nous étaler sur un laps de temps important. On peut passer d'une scène à l'autre, d'un lieu à l'autre, tout en gardant la même humeur. Et ça, c'est essentiel. C'est des choses qu'on ne retrouve pas à Paris par exemple. Puis il y a les sites extraordinaires que la Provence propose. On peut être en pleine campagne, on peut être en ville, on peut être surtout à la mer. Et c'est ce qui nous séduit. Ce qui nous avantage parce que tout de suite, on sort de belles images quand il fait beau. ».

### Fiche technique
Sauf indication contraire, les informations mentionnées dans cette section peuvent être confirmées par les bases de données cinématographiques  présentes dans la section « Liens externes ».
- Titre français : La Mère et l'assassin
- Genre : thriller psychologique[2]
- Création : Alexandra Echkenazi et Franck Ollivier[1],[3]
- Réalisation : Sandra Perrin[1],[3]
- Scénario : Alexandra Echkenazi et Franck Ollivier[1],[3]
- Photographie : Olivier Guarguir[4]
- Production : Richard Berkowitz et Mathieu Delarive[3]
- Sociétés de production : Episode Productions (JLA Groupe)[1]
- Sociétés de distribution : France Télévisions[1]
- Pays de production :  France
- Langue originale : français
- Format : couleur
- Nombre de saisons : 1
- Nombre d'épisodes[1],[2],[3] : 4
- Durée : 52 minutes[2],[3]
- Dates de première diffusion :